# Kontinental Hockey League
La Kontinental Hockey League (in ceco Kontinentální hokejová liga, in finlandese Kontinentaalinen jääkiekkoliiga, in lettone Kontinentālā hokeja līga, in russo Kontinental'naja chokkejnaja liga, in ucraino Kontynental'na chokejna liga, in kazako Qurlyqtyq chokkej ligacy), nota anche con l'acronimo KHL (in alfabeto cirillico КХЛ), è una competizione interconfederale di hockey su ghiaccio cui prendono parte club professionistici provenienti da Russia, Bielorussia, Kazakistan e Cina.
Istituita nel 2008, è la succeditrice della Superliga russa.
Conta attualmente 22 squadre, suddivise in 2 conference da 2 division ciascuna. Al termine della stagione regolare, le migliori 16 squadre della classifica generale si qualificano per i playoff; dando vita a ottavi, quarti, semifinali e finali per la Coppa Gagarin, sul modello NHL. La Kontinental Hockey League è comunemente considerato come il secondo campionato hockeistico al mondo dietro alla NHL.

## Storia
La Kontinental Hockey League venne fondata nel 2008 sulle ceneri della Superleague russa, il massimo campionato russo, ed era formata da 24 squadre: le 20 squadre dell'ultima stagione della Superleague; il vincitore della stagione 2007-2008 della VHL (la Lega di secondo livello del campionato russo); e 3 squadre provenienti da ex repubbliche sovietiche: una squadra lettone, una bielorussa ed una kazaka. Le squadre furono divise in 4 "Division" sulla base del rendimento nelle stagioni precedenti. La prima stagione prese il via il 2 settembre 2008 e si concluse nell'aprile 2009; il primo vincitore della Coppa Gagarin fu l'Ak Bars Kazan'.

### Introduzione delle Conference (2009)
Nel tentativo di ridurre le grandi distanze e i viaggi delle squadre, nella seconda stagione della KHL vi fu l'introduzione di due "Conference" (Western ed Eastern) e il riallineamento delle Division non più in base ai risultati ma secondo dei criteri geografici. Nonostante gli sforzi per espandere la Lega all'Europa centrale ed occidentale, nelle prime 3 stagioni della KHL vi furono solo piccole modifiche nelle composizioni delle squadre russe. Nei playoff per aggiudicarsi la Coppa Gagarin, in queste prime tre edizioni vi fu il dominio delle squadre dell'est, con 2 vittorie per l'Ak Bars Kazan' ed una per il Salavat Julaev.

### Disastro aereo di Jaroslavl' (2011)
L'inizio della quarta stagione è offuscato dall'incidente aereo della Lokomotiv Jaroslavl': il 7 settembre 2011 l'aeroplano che trasportava la squadra della Lokomotiv Jaroslavl a Minsk per la prima partita di campionato si è schiantato: tutti i membri della squadra e dello staff tecnico sono deceduti nell'incidente. La partita della Coppa d'apertura a Kazan', che era già in corso, fu immediatamente interrotta e l'inizio della stagione posticipato di 5 giorni.
Dopo l'incidente il team annunciò l'intenzione di ritirarsi dalla partecipazione alla stagione 2011-12 prendendo invece parte alla VHL, la lega di secondo livello. Ritornò in KHL dalla stagione successiva.

### Espansione verso l'Europa centrale (2011 e 2012)

Il logo utilizzato fino al 2016

Dopo vari tentativi falliti di espansione verso l'Europa centrale e la Scandinavia, la KHL oltrepassò i confini dell'ex Unione Sovietica nel 2011 quando l'HC Lev, una neonata squadra slovacca con sede a Poprad, fu ammessa al campionato 2011-2012. La squadra slovacca non riuscì a raggiungere i playoff, ma creò notevole interesse e molte delle partite casalinghe furono disputate con il tutto esaurito. Nella stagione successiva il Lev si trasferì a Praga, in Repubblica Ceca, mentre un'altra squadra slovacca, lo Slovan Bratislava, entrò nella KHL. La stessa stagione vide inoltre l'ingresso di una squadra ucraina, il Donbas Doneck.

### Ultimi ingressi
Dopo aver proposto la creazione di un campionato pan-europeo, la "United Hockey League", a partire dal 2011, i dirigenti della KHL dichiararono di puntare ad un'espansione della Lega verso ovest.. Con grande sorpresa degli addetti ai lavori anche un club italiano, l'Hockey Milano Rossoblu, strinse un accordo di collaborazione con la KHL, per la partecipazione dalla stagione sportiva 2013/2014 alla KHL. A causa di problemi legati agli impianti di gioco e alla mancanza di sponsor di rilievo però, l'ingresso in tale campionato è prima slittato a data da destinarsi, poi tramontato. Per la stagione 2013-14 tuttavia si aggiunsero due nuove squadre in KHL: il Medveščak, squadra croata proveniente dalla EBEL, e la neonata formazione dell'Admiral, squadra di Vladivostok.
Nella stagione 2014-15 lasciarono momentaneamente la lega il Donbas Donec'k, il Lev Praga e lo Spartak Mosca, mentre oltre al ritorno del Lada Togliatti debuttarono lo Jokerit e il Soči. Lo Spartak Mosca ritornò nella stagione successiva, mentre nel 2016-17 ha fatto ingresso nella Lega il primo club cinese, l'HC Kunlun Red Star di Pechino.
A partire dalla stagione 2017-18 il campionato torna a 27 squadre, il Medveščak torna a giocare nel campionato austriaco, mentre il Metallurg Novokuzneck, affetto da problemi finanziari partecipa alla VHL, il secondo livello dell'hockey russo.
Al termine della stagione 2018-18, a causa di problemi finanziari, abbandona la lega l'HC Slovan Bratislava, che torna a disputare il proprio  campionato nazionale. 
Nel 2022, a seguito dell'invasione dell'Ucraina da parte della Russia, sia la Dinamo Riga che lo Jokerit abbandonano la Lega.

## Regolamento

### Stagione regolare
La stagione regolare della Kontinental Hockey League inizia nel mese di settembre e si conclude in genere a febbraio. Le squadre sono suddivise in quattro gruppi da 6 o 7 squadre l'uno, tali gruppi prendono il nome da grandi protagonisti dell'hockey sovietico e russo del passato: la Bobrov Division è intitolata a Vsevolod Bobrov, ex giocatore del CSKA e oro olimpico a Cortina d'Ampezzo nel 1956 con la nazionale sovietica; la Tarasov Division prende il nome da Anatolij Tarasov, 19 volte campione sovietico con il CSKA; la Kharlamov Division è dedicata a Valerij Charlamov, forse il più grande giocatore di tutti i tempi scomparso prematuramente nel 1981 a 33 anni; infine la Chernyshev Division, che è intitolata ad Arkadij Černišev, ricordato come il coach della nazionale sovietica più forte di tutti i tempi.

Nel corso della stagione regolare ciascuna squadra gioca quattro partite contro le squadre dello stesso gruppo, e due contro le altre squadre della lega. I migliori 16 club si qualificano per i playoff.

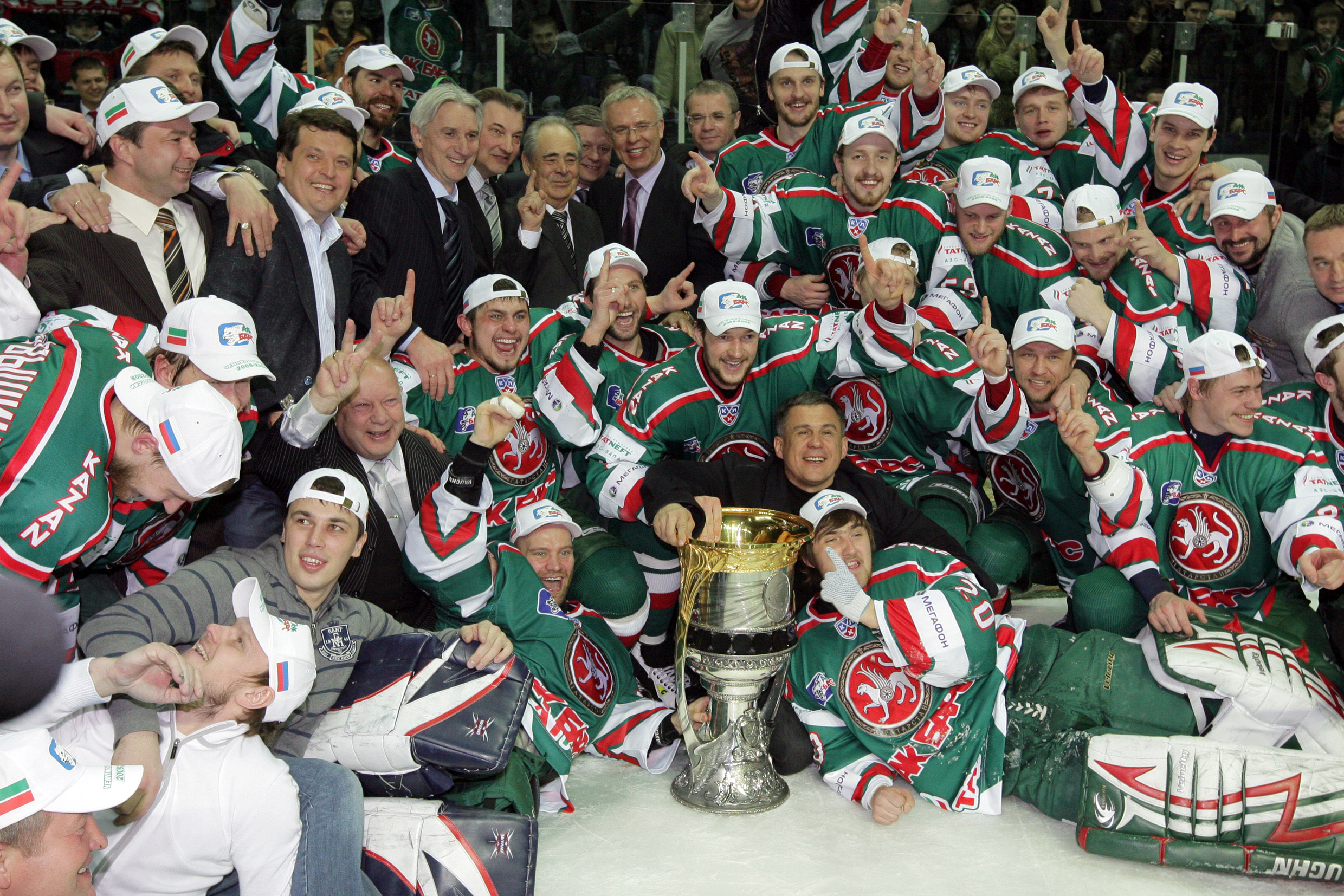
I giocatori dell'Ak Bars Kazan' che festeggiano la vittoria della prima edizione della KHL

Alla squadra vincitrice della stagione regolare viene assegnata la Kontinental Cup.

### Playoff
Le 16 squadre qualificate vengono inserite in un tabellone con posizioni contrassegnate dal piazzamento finale in stagione regolare. Le squadre vincitrici dei quattro gruppi (o division) sono considerate teste di serie e contrassegnate dalle posizioni da 1 a 4; le rimanenti 12 squadre sono inserite nelle posizioni vuote indipendentemente dal gruppo di appartenenza. Così, la squadra contrassegnata dalla posizione più alta (1), affronta quella con la posizione di partenza più bassa (16), la squadra con la posizione 2 affronta la 15, e così via. I primi due turni dei playoff si disputano con serie al meglio delle 5 gare, mentre semifinali e finali con serie al meglio delle 7 gare. Alla fine i vincitori della KHL ricevono la Coppa Gagarin.

### Coppa Gagarin
Il trofeo destinato ai vincitori della KHL è la Coppa Gagarin. Tale coppa prende il nome dal famoso astronauta sovietico Jurij Gagarin, primo uomo nello spazio. Il nome è stato scelto indubbiamente per motivi di prestigio, in quanto Gagarin rimane una delle personalità più celebri nell'ex-Unione Sovietica; ma anche perché l'ultima partita della stagione inaugurale della Lega (eventuale gara 7 di finale) avrebbe eventualmente avuto luogo il 12 aprile, anniversario del primo volo di Gagarin nel 1961, come poi effettivamente avvenne.

## Coppa Otkrytija
Inizialmente si sono affrontate le due squadre finaliste dei playoff all'apertura della stagione successiva per l'assegnazione della Kubok Otkrytija. Nella prima edizione si affrontarono le finaliste dei playoff dell'ultimo campionato di Superliga (la Lega precedente alla KHL). A partire dalla stagione 2014-15 si sfidano i vincitori dalla Coppa Gagarin e della Coppa Kontinental.

## Coppa Nadežda
Le squadre che non accedono ai playoff a partire dalla stagione 2012-2013 disputano un torneo, chiamato "Coppa della Speranza", che mette in palio premi in denaro. Esso fu creato per mantenere l'interesse verso le squadre non qualificate al termine della stagione regolare.

## Squadre
| Conference         | Divisione | Squadra            | Città           | Stadio                            | Fondazione | Esordio in KHL |
| ------------------ | --------- | ------------------ | --------------- | --------------------------------- | ---------- | -------------- |
| Western Conference | Bobrov    | SKA Pietroburgo    | San Pietroburgo | Ledovyj dvorec                    | 1946       | 2008           |
| Western Conference | Bobrov    | Soči               | Soči            | Palazzo del ghiaccio Bol'šoj      | 2014       | 2014           |
| Western Conference | Bobrov    | Spartak Mosca      | Mosca           | Sokolniki Arena                   | 1946       | 2008           |
| Western Conference | Bobrov    | Torpedo N. Novg.   | Nižnij Novgorod | Nagornyj dvorec sporta profsjuzov | 1947       | 2008           |
| Western Conference | Bobrov    | Vitjaz’ Podol’sk   | Podol'sk        | Ledovyj chokkejnyj centr Vitjaz'  | 1998       | 2008           |
| Western Conference | Tarasov   | CSKA Mosca         | Mosca           | Ledovyj sportivnyj kompleks CSKA  | 1946       | 2008           |
| Western Conference | Tarasov   | Dinamo Minsk       | Minsk           | Minsk Arena                       | 2004       | 2008           |
| Western Conference | Tarasov   | Dinamo Mosca       | Mosca           | Olimpijskij Kompleks Lužniki      | 1946       | 2008           |
| Western Conference | Tarasov   | Lok. Jaroslavl’    | Jaroslavl'      | Arena 2000                        | 1949       | 2008           |
| Western Conference | Tarasov   | Severstal’         | Čerepovec       | Ledovyj dvorec                    | 1959       | 2008           |
| Eastern Conference | Charlamov | Ak Bars Kazan’     | Kazan'          | TatNeft Arena                     | 1956       | 2008           |
| Eastern Conference | Charlamov | Avtomobilist       | Ekaterinburg    | KRK Uralec                        | 2006       | 2009           |
| Eastern Conference | Charlamov | Kunlun R. Star     | Pechino         | Wukesong Indoor Stadium           | 2016       | 2016           |
| Eastern Conference | Charlamov | Magnitogorsk       | Magnitogorsk    | Magnitogorsk Arena                | 1950       | 2008           |
| Eastern Conference | Charlamov | Neftechimik        | Nižnekamsk      | SKK Neftechimik                   | 1968       | 2008           |
| Eastern Conference | Charlamov | Traktor Čeljabinsk | Čeljabinsk      | Ledovaja arena Traktor            | 1947       | 2008           |
| Eastern Conference | Černyšëv  | Admiral            | Vladivostok     | Fetisov-Choll                     | 2013       | 2013           |
| Eastern Conference | Černyšëv  | Amur Chabarovsk    | Chabarovsk      | Platinum Arena                    | 1966       | 2008           |
| Eastern Conference | Černyšëv  | Avangard Omsk      | Omsk            | Arena Omsk                        | 1950       | 2008           |
| Eastern Conference | Černyšëv  | Barys Astana       | Astana          | Dvorec sporta Kazachstan          | 1999       | 2008           |
| Eastern Conference | Černyšëv  | Salavat Julaev     | Ufa             | Ufa-Arena                         | 1957       | 2008           |
| Eastern Conference | Černyšëv  | Sibir’ Novosibirsk | Novosibirsk     | Ledovyj dvorec sporta Sibir'      | 1962       | 2008           |

### Localizzazione squadre
-squadre di Mosca-

## Altre squadre che hanno partecipato alla KHL
| Stagioni               | Squadra            | Motivo di esclusione |
| ---------------------- | ------------------ | --- |
| 2008-09                | Chimik Voskresensk | Fallimento, verrà sostituita dall'Avtomobilist Ekaterinburg |
| 2008-10                | MVD                | Fusione con la Dinamo Mosca e formazione dell'OHK Dinamo |
| 2008-10                | Dinamo Mosca       | Fusione con l'HK MVD e formazione dell'OHK Dinamo |
| 2008-11, dal 2012-13   | Lok. Jaroslavl’    | Non ha partecipato all'edizione 2011-12 a causa dell'Incidente aereo della Lokomotiv Jaroslavl' che distrusse tutta la squadra la prima giornata di campionato (si reiscrive la stagione successiva) |
| 2008-10 2014-18        | Lada Togliatti     | Arena non adeguata (si reiscrive nella stagione 2014-15 dopo la costruzione della nuova arena). Dal 2018 torna a partecipare alla VHL. Ritorna in KHL nella stagione 2023-24                         |
| 2011-14                | Lev Praga          | Problemi finanziari |
| 2012-14                | Donbas Donec'k     | Problemi causati dalla guerra dell'Ucraina orientale: a seguito delle rivolte, un incendio danneggiò pesantemente anche lo stadio.                                                                   |
| 2008-14, dal 2015-2016 | Spartak Mosca      | Non ha partecipato alla stagione 2014-15 per problemi finanziari, salvo tornare la stagione successiva                                                                                               |
| 2008-15                | Atlant Mytišči     | Problemi finanziari |
| 2008-17                | Metallurg Novok.   | Problemi finanziari, partecipa alla VHL |
| 2013-17                | Medveščak          | Torna a partecipare al campionato austriaco |
| 2010-18                | Jugra C.-M.        | Torna a partecipare alla VHL |
| 2012-19                | Slovan Bratislava  | Torna a partecipare al campionato slovacco |
| 2008-22                | Dinamo Riga        | Problemi causati dalla crisi russo-ucraina |
| 2014-22                | Jokerit            | Problemi causati dalla crisi russo-ucraina |

## Albo d'oro
In grassetto la squadra diventata campione KHL.
| Stagione  | Zapadnaja konferencija                           | Serie                                            | Vostočnaja konferencija                          | Kubok Kontinenta             |
| 2008-2009 | Lok. Jaroslavl’                                  | 3–4                                              | Ak Bars Kazan’                                   | Salavat Julaev (129 pts)     |
| 2009-2010 | MVD                                              | 3-4                                              | Ak Bars Kazan’                                   | Salavat Julaev (129 pts)     |
| 2010-2011 | Atlant Mytišči                                   | 1-4                                              | Salavat Julaev                                   | Avangard Omsk (118 pts)      |
| 2011-2012 | Dinamo Mosca                                     | 4-3                                              | Avangard Omsk                                    | Traktor Čeljabinsk (114 pts) |
| 2012-2013 | Dinamo Mosca                                     | 4-2                                              | Traktor Čeljabinsk                               | SKA Pietroburgo (115 pts)    |
| 2013-2014 | Lev Praga                                        | 3-4                                              | Magnitogorsk                                     | Dinamo Mosca (115 pts)       |
| 2014-2015 | SKA Pietroburgo                                  | 4-1                                              | Ak Bars Kazan’                                   | CSKA Mosca (139 pts)         |
| 2015-2016 | CSKA Mosca                                       | 3-4                                              | Magnitogorsk                                     | CSKA Mosca (127 pts)         |
| 2016-2017 | SKA Pietroburgo                                  | 4-1                                              | Magnitogorsk                                     | CSKA Mosca (137 pts)         |
| 2017-2018 | CSKA Mosca                                       | 1-4                                              | Ak Bars Kazan’                                   | SKA Pietroburgo (138 pts)    |
| 2018-2019 | CSKA Mosca                                       | 4-0                                              | Avangard Omsk                                    | CSKA Mosca (106 pts)         |
| 2019-2020 | Non terminata a causa della pandemia di COVID-19 | Non terminata a causa della pandemia di COVID-19 | Non terminata a causa della pandemia di COVID-19 | CSKA Mosca (94 pts)          |
| 2020-2021 | CSKA Mosca                                       | 2-4                                              | Avangard Omsk                                    | CSKA Mosca (91 pts)          |
| 2021-2022 | CSKA Mosca                                       | 4-3                                              | Magnitogorsk                                     | Magnitogorsk (71 pts)        |
| 2022-2023 | CSKA Mosca                                       | 4-2                                              | Ak Bars Kazan’                                   | SKA Pietroburgo (105 pts)    |

### Vittorie per squadra
| Squadra         | Titoli | Stagioni                        |
| --------------- | ------ | ------------------------------- |
| Ak Bars Kazan’  | 3      | 2008-2009, 2009-2010, 2017-2018 |
| CSKA Mosca      | 3      | 2018-2019, 2021-2022, 2022-2023 |
| Dinamo Mosca    | 2      | 2011-2012, 2012-2013            |
| Magnitogorsk    | 2      | 2013-2014, 2015-2016            |
| SKA Pietroburgo | 2      | 2014-2015, 2016-2017            |
| Salavat Julaev  | 1      | 2010-2011                       |
| Avangard Omsk   | 1      | 2020-2021                       |

## Statistiche individuali
Statistiche aggiornate al 25 aprile 2018

### Record stagionali

#### Stagione regolare
| Record              |     | Giocatore         | Stagione |
| ------------------- | --- | ----------------- | -------- |
| Punti               | 85  | Sergej Mozjakin   | 2016–17  |
| Goal                | 48  | Sergej Mozjakin   | 2016–17  |
| Assist              | 60  | Aleksandr Radulov | 2010–11  |
| Plus/minus          | +46 | Jan Kovář         | 2013–14  |
| Minuti di penalità  | 374 | Darcy Verot       | 2009–10  |
| Vittorie (portieri) | 33  | Karri Rämö        | 2010–11  |
| Shutout             | 13  | Aleksej Murygin   | 2015–16  |

#### Play-off
| Record              |     | Giocatore                                                       | Stagione                                |
| ------------------- | --- | --------------------------------------------------------------- | --------------------------------------- |
| Punti               | 33  | Sergej Mozjakin                                                 | 2013–14                                 |
| Goal                | 15  | Evgenij Dadonov                                                 | 2014–15                                 |
| Assist              | 20  | Sergej Mozjakin Chris Lee                                       | 2013–14 2016–17                         |
| Plus/minus          | +16 | Dominik Graňák Chris Lee                                        | 2012–13 2016–17                         |
| Minuti di penalità  | 69  | Grigorij Panin Maksim Gončarov                                  | 2008–09 2015–16                         |
| Vittorie (portieri) | 16  | Aleksandr Erëmenko Vasilij Košečkin Mikko Koskinen Emil Garipov | 2011–12 2012–13 2013–14 2014–15 2017–18 |
| Shutout             | 6   | Anders Nilsson                                                  | 2014–15                                 |

### Record generali

#### Stagione regolare
| Record              |      | Giocatore         | Anni      |
| ------------------- | ---- | ----------------- | --------- |
| Punti               | 639  | Sergej Mozjakin   | 2008–2018 |
| Goal                | 303  | Sergej Mozjakin   | 2008–2018 |
| Assist              | 336  | Sergej Mozjakin   | 2008–2018 |
| Partite giocate     | 537  | Dmitrij Semin     | 2008–2018 |
| Plus/minus          | +194 | Aleksandr Radulov | 2008–2016 |
| Minuti di penalità  | 960  | Evgenij Artjuchin | 2010–2018 |
| Vittorie (portieri) | 214  | Vasilij Košečkin  | 2008–2018 |
| Shutout             | 58   | Vasilij Košečkin  | 2008–2018 |

#### Play-off
| Record              |     | Giocatore                      | Anni      |
| ------------------- | --- | ------------------------------ | --------- |
| Punti               | 154 | Sergej Mozjakin                | 2008–2018 |
| Goal                | 62  | Sergej Mozjakin                | 2008–2018 |
| Assist              | 92  | Sergej Mozjakin                | 2008–2018 |
| Partite giocate     | 143 | Evgenij Birjukov Danis Zaripov | 2008–2018 |
| Plus/minus          | +56 | Danis Zaripov                  | 2008–2018 |
| Minuti di penalità  | 267 | Grigorij Panin                 | 2008–2018 |
| Vittorie (portieri) | 66  | Vasilij Košečkin               | 2008–2018 |
| Shutout             | 14  | Mikko Koskinen                 | 2013–2018 |